# Campanades a Morts (espectacle)
Campanades a Morts és un espectacle de dansa que es va presentar el 1985 al Teatre Fortuny de Reus.
Joan Tena i Aran va presentar un espectacle sobre cançons de Lluís Llach a l'Institut del Teatre que titulà El món i la música de Lluís Llach. El mestre i coreògraf va treballar sobre El meu amic el mar (1978) i Campanades a morts (1977) amb un grup d'alumnes de la seva escola, i els presentava sota el nom de Joan Tena Conjunt Coreogràfic. Campanades a morts, que és un dels temes més emblemàtics de Llach i de la Nova Cançó, va ser composta arran de la massacre de Vitòria el 1976, en què cinc treballadors van perdre la vida. Joan Tena va plasmar la cançó en una peça de vint minuts amb senzillesa tècnica, però efectiva. El grup de ballarins que la van representar caminaven solemnement per l'escenari, i el moviment se centrava sobretot en els braços i el cap, tot aconseguint un efecte plàstic en què recalcaven la transcendència de la lletra.

## Significació
Amb aquest espectacle, Joan Tena presenta per primera vegada un treball amb l'última formació de dansa amb què va treballar. Com a coreògraf, Tena havia experimentat extensament amb música contemporània, però culta. El món i la música de Lluís Llach és la incursió del coreògraf a la Nova Cançó. Com en altres peces seves, la coreografia pren el nom de la peça musical en què està basada.
Tot i que es parlà de presentar diferents versions de la cançó de Llach amb diverses companyies a l'església de Santa Maria del Mar, aquest projecte no es va acabar realitzant. Tres anys després de l'estrena a l'Institut del Teatre, el Conjunt Coreogràfic també va presentar Campanades a morts el 1985 al Teatre Fortuny de Reus.